# Kamienica Kałuży w Bielsku-Białej
Kamienica Kałuży – zabytkowa kamienica przy placu Bolesława Chrobrego w Bielsku-Białej (Bielsku), na narożniku ul. Władysława Orkana.

## Historia i architektura
Kamienicę w stylu późnego baroku wybudowano w drugiej połowie (trzeciej ćwierci) XVIII wieku w sąsiedztwie dolnej bramy miejskiej. Inwestorem był kupiec Jan Bartelmuss. Od 1879 do 1917 właścicielem kamienicy był introligator - Karol Kałuża, co dało asumpt nazwie. Jest jedyną zachowaną w Bielsku XVIII-wieczną kamienicą barokową, stanowiąc cenną pamiątkę przeszłości miasta. Dolna część fasady była wielokrotnie przebudowywana. Obiekt ma dekoracyjną elewację z detalami rokokowymi, posiada arkady, pilastry, a także bogate obramowanie okien i szczyt zwieńczony pofalowanym gzymsem. Obiekt wyremontowano w 2013. Obecnie stał się siedzibą banku.